# آن كاتلر
آن كاتلر (بالإنجليزية: Anne Cutler)‏ هي عالمة نفس وأستاذة جامعية أسترالية، ولدت في 17 يناير 1945 في ملبورن في أستراليا.